# Norbert Glante
Norbert Glante (* 8. August 1952 in Caputh, Kreis Potsdam) ist ein deutscher Politiker (SPD).

## Leben und Beruf
Nach dem Besuch einer Polytechnischen Oberschule begann Glante im Jahr 1969 eine Lehre als Elektromechaniker im VEB Elektronische Bauelemente Teltow, die er im Jahr 1972 beendete. Anschließend leistete er den Grundwehrdienst bei der NVA ab und war danach in den Jahren 1973 bis 1976 wieder im gleichen Betrieb als Prüffeldmechaniker tätig. Im Jahr 1976 bestand er an einer Volkshochschule das Abitur. Anschließend absolvierte er bis 1980 an der Ingenieurhochschule Leipzig ein Studium zum Diplomingenieur (FH) für Automatisierungstechnik. Er kehrte dann als Konstrukteur zum VEB Elektronische Bauelemente Teltow zurück. In den Jahren 1984 bis 1990 war Glante als Informatiker im Zentralinstitut für Physik der Erde in Potsdam tätig.
Norbert Glante ist verheiratet, hat drei Kinder und lebt in Werder (Havel). Seine Frau Kerstin (* 1966) engagiert sich ebenfalls in der SPD: bis 2008 als Stadtverordnete in Werder (Havel), von September 2008 bis April 2011 als Mitglied des Kreistages Potsdam-Mittelmark.

## Partei
Im Dezember 1989 wurde Glante Mitglied der Sozialdemokratischen Partei der DDR.

## Abgeordneter
Ab dem Jahr 1994 war Glante Mitglied des Europäischen Parlaments. Hier war er Mitglied im Ausschuss für Industrie, Forschung und Energie und Stellvertretendes Mitglied im Ausschuss Internationalen Handel sowie Vizepräsident der Parlamentarischen Versammlung EU-Lateinamerika (EUROLAT).
Er war Mitglied der Delegation im Gemischten Parlamentarischen Ausschuss EU-Mexiko und Stellvertretendes Mitglied in der Delegation im Gemischten Parlamentarischen Ausschuss EU-Chile. Glante gehörte dem Vorstand der SPD-Abgeordneten im Europäischen Parlament an. Für die Europawahl 2014 zog er seine Kandidatur zurück.

## Öffentliche Ämter
Am 29. Mai 1990 wurde Glante zum Landrat des Landkreises Potsdam gewählt. Bei der Kreisreform mit Bildung des Landkreises Potsdam-Mittelmark konnte er sich gegen seinen Konkurrenten aus dem Kreis Belzig nicht durchsetzen. Seine Wahlbeamtenzeit endete am 20. Februar 1994.

## Mitgliedschaften
Glante war Landesvorsitzender der überparteilichen Europa-Union Deutschland Brandenburg und SPD-Vertreter im Vorstand der Europa-Union Parlamentariergruppe Europäisches Parlament. Er ist eines der Gründungsmitglieder der im Jahr 2006 gegründeten German European Security Association.
Norbert Glante war Vizepräsident des European Energy Forum, einer Organisation von Europaabgeordneten sowie Unternehmen und Verbänden des Energiesektors, die „die Vorschläge seiner assoziierten Mitglieder (ökonomische Macht) mit den Interessen seiner aktiven Mitglieder (gesetzgebende Macht) in Kooperation mit der Europäischen Kommission (ausführende Macht)“ in Veranstaltungen für seine Mitglieder zusammenführt und so den regelmäßigen Dialog über das Thema fördern soll.

## Ehrungen
- Verdienstkreuz am Bande des Bundesverdienstordens